# 2002년 한국프로야구 포스트시즌
삼성증권배 2002 프로야구 포스트시즌은 10월 21일부터 11월 10일까지 열렸다.

## 준 플레이오프
준 플레이오프에서는 3위 현대 유니콘스와 4위 LG 트윈스가 격돌했는데 현대는 퀸란 퇴출 후 3루 자리에서 불안감을 드러낸 데 이어 중반 이후 3루 보강을 위해 영입한 마이크 프랭클린도 부진을 면치 못한 데다 시즌 막판 좌익수로 뛴 지명타자 코리 폴이 1차전에서 어처구니 없는 실수를 저질러 또다시 한국시리즈 진출에 실패했다.

### 1차전
10월 21일 - 수원KT위즈파크
| 팀 | 1 | 2 | 3 | 4 | 5 | 6 | 7 | 8 | 9 | R | H | E |
| LG 트윈스                                                                                                | 0 | 2 | 0 | 0 | 4 | 0 | 0 | 0 | 0 | 6 | - | - |
| 현대 유니콘스                                                                                            | 2 | 0 | 0 | 0 | 0 | 0 | 0 | 1 | 0 | 3 | - | - |
| 승리 투수: 최원호 패전 투수: 김수경 세이브: 이상훈 홈런: LG – 마르티네스(5회 4점) 현대 – 박경완(8회 1점) |   |   |   |   |   |   |   |   |   |   |   |   |

### 2차전
10월 22일 - 서울종합운동장 야구장
| 팀                                                 | 1 | 2 | 3 | 4 | 5 | 6 | 7 | 8 | 9 | R | H | E |
| 현대 유니콘스                                      | 0 | 0 | 1 | 0 | 0 | 0 | 0 | 0 | 0 | 1 | - | - |
| LG 트윈스                                          | 0 | 0 | 0 | 3 | 0 | 0 | 0 | 0 | X | 3 | - | - |
| 승리 투수: 장문석 패전 투수: 토레스 세이브: 이상훈 |   |   |   |   |   |   |   |   |   |   |   |   |

LG 트윈스, 2승으로 플레이오프 진출
준 플레이오프 MVP: 최동수(LG,내야수) 6타수 3안타 2타점

## 플레이오프
플레이오프에서는 2위 KIA 타이거즈와 LG 트윈스가 맞붙었는데 KIA는 주전 소방수와 쓸만한 좌투수 부재에 시달려 2차전 이후 앞서나갔음에도 내리 2연패를 당하여 한국시리즈 진출에 실패했다.

### 1차전
10월 26일 - 광주무등경기장 야구장
| 팀 | 1 | 2 | 3 | 4 | 5 | 6 | 7 | 8 | 9 | 10 | 11 | R | H | E |
| LG 트윈스 | 1 | 0 | 0 | 0 | 0 | 1 | 0 | 0 | 0 | 0  | 4  | 6 | - | - |
| KIA 타이거즈 | 0 | 1 | 0 | 0 | 0 | 0 | 0 | 0 | 1 | 0  | 0  | 2 | - | - |
| 승리 투수: 이동현 패전 투수: 김진우 홈런: LG – 최동수(6회 1점, 11회 3점) KIA – 신동주(2회 1점), 김인철(9회 1점) |   |   |   |   |   |   |   |   |   |    |    |   |   |   |

### 2차전
10월 27일 - 광주무등경기장 야구장
| 팀                                                                                 | 1 | 2 | 3 | 4 | 5 | 6 | 7 | 8 | 9 | 10 | 11 | R | H | E |
| LG 트윈스                                                                          | 0 | 0 | 0 | 0 | 1 | 0 | 0 | 0 | 3 | 0  | 0  | 4 | - | - |
| KIA 타이거즈                                                                       | 1 | 0 | 1 | 0 | 0 | 0 | 0 | 2 | 0 | 0  | 1x | 5 | - | - |
| 승리 투수: 이강철 패전 투수: 최원호 홈런: KIA – 이종범(8회 솔로), 김종국(8회 솔로) |   |   |   |   |   |   |   |   |   |    |    |   |   |   |

### 3차전
10월 29일 - 서울종합운동장 야구장
| 팀                                | 1 | 2 | 3 | 4 | 5 | 6 | 7 | 8 | 9 | R | H | E |
| KIA 타이거즈                      | 1 | 0 | 2 | 0 | 1 | 0 | 1 | 0 | 0 | 5 | - | - |
| LG 트윈스                         | 0 | 0 | 0 | 0 | 0 | 0 | 0 | 0 | 0 | 0 | - | - |
| 승리 투수: 최상덕 패전 투수: 케펜 |   |   |   |   |   |   |   |   |   |   |   |   |

### 4차전
10월 30일 - 서울종합운동장 야구장
| 팀                                                   | 1 | 2 | 3 | 4 | 5 | 6 | 7 | 8 | 9 | R | H | E |
| KIA 타이거즈                                         | 1 | 0 | 0 | 0 | 1 | 0 | 0 | 0 | 0 | 2 | - | - |
| LG 트윈스                                            | 2 | 0 | 0 | 1 | 0 | 0 | 0 | 0 | X | 3 | - | - |
| 승리 투수: 만자니오 패전 투수: 리오스 세이브: 이상훈 |   |   |   |   |   |   |   |   |   |   |   |   |

### 5차전
11월 1일 - 광주무등경기장 야구장
| 팀                                                                                          | 1 | 2 | 3 | 4 | 5 | 6 | 7 | 8 | 9 | R | H | E |
| LG 트윈스                                                                                   | 1 | 0 | 0 | 0 | 1 | 1 | 3 | 2 | 0 | 8 | - | - |
| KIA 타이거즈                                                                                | 1 | 0 | 1 | 0 | 0 | 0 | 0 | 0 | 0 | 2 | - | - |
| 승리 투수: 이동현 패전 투수: 키퍼 홈런: LG – 박용택(1회 1점, 6회 1점) KIA – 장성호(3회 1점) |   |   |   |   |   |   |   |   |   |   |   |   |

LG 트윈스, 3승 2패로 한국시리즈 진출
플레이오프 MVP: 박용택(LG,외야수)

## 한국시리즈
정규 시즌 4위로 포스트시즌에 턱걸이했던 LG 트윈스는 1998년 이후 4년 만이자, 정규 시즌 4위팀으로는 통산 3번째로 한국시리즈에 진출했다. 그러나 12년 만에 만난 삼성 라이온즈와의 대결에서 비교적 대등한 경기를 펼쳤으나, 6차전에서 9회말 이승엽에게 동점 3점 홈런, 마해영에게 굿바이 홈런(이른바 '이마포')를 연이어 얻어맞으며 삼성의 21년 한풀이의 희생양이 되고 말았다.

## 중계 일정

### TV 중계

#### 준플레이오프
1차전 (10월 21일)
- KBS2

2차전 (10월 22일)
- ITV 경인방송, SBS 스포츠

#### 플레이오프
1차전 (10월 26일)
- SBS 스포츠

2차전 (10월 27일)
- KBS1

3차전 (10월 29일)
- SBS

4차전 (10월 30일)
- KBS1

5차전 (11월 1일)
- SBS